# Османска архитектура
Османската архитектура е архитектурен стил, който е създаден по времето на Османската империя. Тя се заражда в Бурса и Одрин през 14 век и 15 век. Тази архитектура е в голяма степен наследник на архитектурата на селджуците, силно повлияна е от Иран и ислямските традиции, както и от византийската архитектура. Почти 500 години византийската архитектура служи като модел за много от османските джамии. Като съвкупност, османската архитектура в историята е записана като смесица от архитектурни традиции на Средиземноморието и Близкия изток. Ислямската архитектура е променена от османската архитектура, която се фокусира върху религията. В Македония, особено в Скопие и в Битоля, могат да се видят някои от най-добрите примери на османската архитектура.